# Othnielosaurus
Othnielosaurus consors
Genre
Espèce
Othnielosaurus est un genre éteint de dinosaures ornithischiens du Jurassique supérieur retrouvé aux États-Unis, dans la formation de Morrison de l'ouest des États-Unis. 

## Présentation
Bipède, sa taille est estimée à 2 mètres de long pour une masse de 10 kilogrammes,.
Anciennement associé au genre Laosaurus, le genre distinct Othnielosaurus a été créé et nommé par Peter Galton et al. en 2007, faisant honneur au paléontologue Othniel Charles Marsh, qui a décrit l'espèce type en 1878 sous le nom de Laosaurus consors.

## Histoire

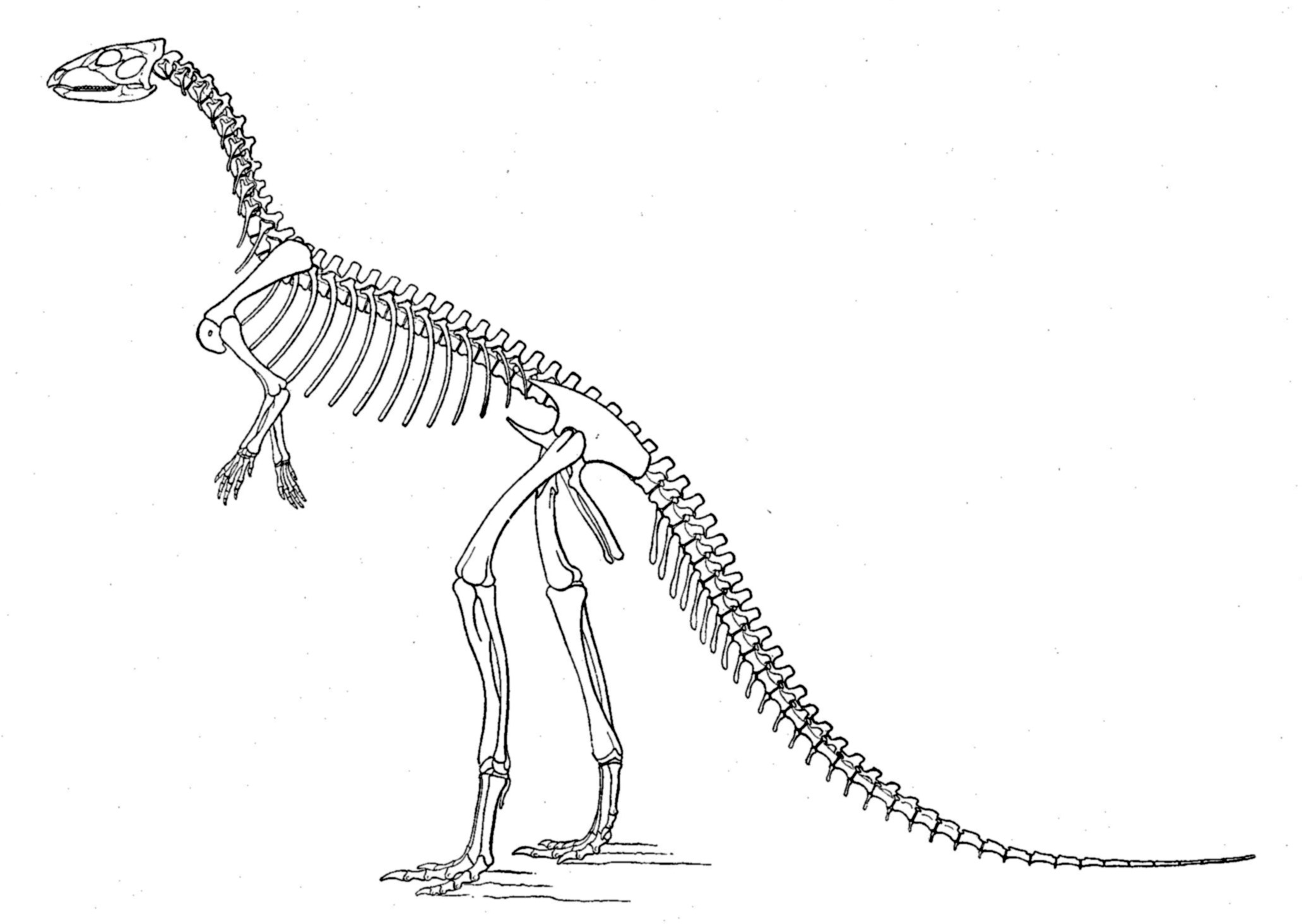
Reconstitution de Othniel Charles Marsh (1896).

O. C. Marsh nomme plusieurs espèces et genres à la fin du XIXe siècle. En 1877, Marsh nomme deux espèces de Nanosaurus d'après des restes retrouvés au Garden Park, Colorado, dans la formation de Morrison. La première, N. agilis, est basée sur l'holotype YPM 1913. L'autre, N. rex, est basée sur l'holotype YPM 1915,. Marsh qualifie les deux espèces comme de petits animaux de la taille d'un renard. Il les classe chez les Nanosauridae.
L'année suivante, il crée le genre Laosaurus, basé sur des restes recueillis par Samuel Wendell Williston à Como Bluff (en), Wyoming. Marsh nomme deux espèces-type : L. celer, basée sur le spécimen YPM 1875, et L. gracilis.
En 1894, Marsh nomme une troisième espèce, L. consors, à partir du spécimen YPM 1882.
Ces espèces attirent peu d'attention chez les chercheurs avant les années 1970 et 1980. En 1973, Peter Galton et Jim Jensen décrivent le squelette partiel du spécimen BYU ESM 163. En 1977, Galton affirme que Nanosaurus agilis est très différent de N. rex ainsi que du nouveau squelette. Il crée le terme Othnielia pour N. rex. Il associe également Laosaurus consors et L. gracilis au nouveau genre et affirme que L. celer est nomen nudum.
Othnielosaurus est l'un des plus petits dinosaures retrouvés dans la formation de Morrison.